# Землетрус у Мюрефте (1912)
Землетрус у Мюрефте 1912 року стався 9 серпня о 03:29 за місцевим часом. Він мав оцінену величину 7,4 Mw і максимальна інтенсивність X (екстремальна) за модифікованою шкалою інтенсивності Меркаллі, землетрус спричинив 216—3000 жертв.

## Дивитися також
- Список землетрусів 1912 року
- Список землетрусів у Туреччині